# مارک پرسود (وکیل)

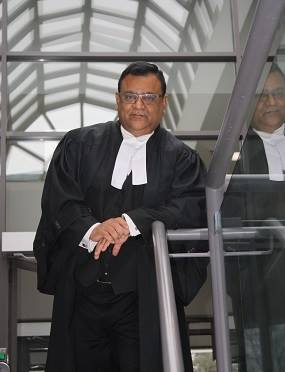
نگاره‌ای از مارک پِرسود، ‌وکیل و کارآفرین - ۲۰۱۶

مارک م. پِرسود وکیل، کارآفرین اجتماعی، رهبر مدنی و چهره عمومی اهل کانادا است. او دادستان سابق فدرال است. وی در حال حاضر مشاور حقوقی ارشد در شرکت حرفه‌ای «گروه حقوقی پِرسود» است.

## تحصیلات
دکتر پرسود در دانشگاه یورک حضور یافت و در آنجا علوم سیاسی را خواند. وی سپس لیسانس حقوق خود در دانشکده حقوق اسلوود هال دریافت کرد. وی همچنین در مرکز مطالعه ارزشهای زندگی عمومی در دانشگاه هاروارد تحصیل کرد و در هفدهم ژوئن ۲۰۱۶، وی دکترای حقوق را دریافت کرد.
وی همچنین معلم و مربی بسیاری از دانش آموزان و متخصصان جوان بوده‌است. وی به تدریس حقوق قانون اساسی و اداری به عنوان استاد حقوق اداری در دانشکده حقوق دانشگاه میشیگان غربی پرداخت.

## در آغاز کار
وی بنیان‌گذار و مدیر چندین سازمان غیردولتی بود که از پناهندگان، مهاجران و دیگران حمایت و خدمات ارائه می‌داد. این موارد شامل: امداد اضطراری کلیسای تورنتو، پناهندگان، کارگروه اسکان پناهندگان و پروژه صلح بین‌المللی کانادا است. بخش اعظم کار او با پناهندگان در ابتدا توسط کلیسای متحد کانادا تأمین شد. او طی سال‌های متمادی به هزاران پناهنده و مهاجر از تمام مناطق جهان، کمک کرده‌است.

## شغل حقوقی
وی تقریباً ده سال به عنوان مشاور حقوقی و دادستان فدرال در وزارت دادگستری (کانادا) کار کرد. وی همچنین به عنوان مشاور حقوقی در پلیس سلطنتی کانادا بود.

## سیاست
وی دو بار به عنوان رئیس اجرایی حزب لیبرال کانادا انتخاب شد. وی به عنوان مشاور وزیر کابینه فدرال خدمت کرده‌است. وی همچنین در زمینه‌های مبارزات سیاسی در سطح فدرال، استانی و شهرداری ریاست و مشاوره داشته‌است. در نتیجه اختلاف نظرهای داخلی با کارمندان ارشد با نخست‌وزیر پل مارتین در مورد رفتار نابرابر اقلیت‌ها در حزب، وی حزب لیبرال کانادا را ترک کرد و علناً از حزب محافظه کار کانادا حمایت کرد  انتخابات ۲۰۰۸ وی در حال حاضر وابسته به هیچ حزب سیاسی نیست.